# Lone Aagesen
Lone Aagesen   (1967) és una botànica danesa. Va treballar en l'Institut Botànic de Gothersgade, en la Universitat de Copenhaguen des d'on es va traslladar a l'Argentina, a l'Institut de Botànica Darwinion, San Isidro a Buenos Aires.

## Algunes publicacions
L'abreviatura «Aagesen» s'empra per indicar Lone Aagesen com a autoritat en la descripció i classificació científica dels vegetals.
- a.m. Cialdella, l.m. Giussani, lone Aagesen, f.o. Zuloaga, o. Morrone. 2003. A Phylogeny of Piptochaetium (Poaceae: Pooideae: Stipeae) and Related Genera Based on a Combined Analysis Including Trnl-f, Rpl16, and Morphology. Systematic Botany 28, gener 2003

- lone Aagesen, m. Manso. 2003. The Phylogeny of the Alstroemeriaceae, Based on Morphology, rps16 Intron, and rbcL Sequence Data. Systematic Botany 28, gener 2003

- -------------------. 2001. Three Contributions Using DNA Sequence Data in Phylogenetic Analyses at Lower Taxonomic Levels. Editor Botanisk Institut, Det naturvidenskabelige Fakultet, Københavns Universitet, 136 pp.

- r.d. Tortosa, lone Aagesen, g.m. Tourn. 1996. Morphological studies in the tribe Colletieae (Rhamnaceae): analysis of architecture and inflorescences. Bot. J. of the Linnean Soc. 122 (4 desembre 1996): 353-367